# Швецов, Михаил Сергеевич
Михаил Сергеевич Швецов (16 [28] октября 1885, Москва — 22 июля 1975, Москва) — советский учёный-геолог, петролог, доктор геолого-минералогических наук (1939), Заслуженный деятель науки и техники РСФСР (1956).

## Биография
Родился 16 (28) октября 1885 года в городе Москве, в купеческой семье.
В 1904 году окончил с золотой медалью 10-ю Московскую мужскую гимназию.
Поступил на физико-математический факультет Московского университета, который окончил в 1910 году по специальности «геология» и был оставлен в университете для подготовки к профессорскому званию. Занимался изучением меловых и третичных отложений Кавказа.
В начале Первой мировой войны Швецов был призван в армию. В 1915 году попал в плен, из которого освободился в 1918 году. По другим данным Швецов служил офицером в Русском экспедиционном корпусе во Франции и в силу ряда обстоятельств не участвовал в боевых действиях, а совершал геологические экскурсии, знакомясь с геологией Франции и европейской геологической наукой.
В том же 1918 году начал преподавание в Московском университете и Московской горной академии.
В 1930 году занял должность профессора и заведующего кафедрой петрографии осадочных пород во вновь организованном Московском геологоразведочном институте.
Научные работы были посвященны литологии, палеонтологии, стратиграфии и региональной геологии. Был автором первого учебника «Петрография осадочных пород», в котором изложил основы новой науки, методы изучения осадочных пород, рассмотрел вопросы классификации, номенклатуры и терминологии, историю возникновения и развития в СССР науки об осадочных породах, а также вопрос о преподавании курса в советской высшей школе.
Среди его учеников: И. В. Хворова, Л. М. Бирина, Н. С. Ильина, Р. М. Пистрак, Н. М. Страхов, В. С. Яблоков, С. В. Тихомиров, Г. Ф. Крашенинников, Г. А. Каледа, П. А. Меняйленко и многие другие.
Скончался 22 июля 1975 года в Москве, похоронен на Головинском кладбище.

## Семья
Жена — Татьяна Григорьевна Ростовцева (1887—1964), сестра профессора Г. Г. Ростовцева, — работала секретарём у Н. И. Бухарина.

## Награды
- 1956 — Орден Ленина
- 1956 — Заслуженный деятель науки и техники РСФСР.

## Членство в организациях
1911 — Действительный член Императорского Московского общества испытателей природы.

## Память
Именем М. С. Швецова были названы:
- Lepidodendron shvetzovii Mosseychik, 2003 — вид плауновидных раннего карбона Подмосковного бассейна